# 11. září
11. září je 254. den roku podle gregoriánského kalendáře (255. v přestupném roce). Do konce roku zbývá 111 dní. Svátek slaví podle občanského kalendáře Denis a Denisa, podle katolického kalendáře svatý Emilián, dle pravoslavného svatí mučedníci Prótus a Hyacint.

## Události

### Česko
- 1416 – Pražská univerzita vydala osvědčení o Husově bezúhonném životě a pověsti. Církevní koncil v Kostnici na to reagoval tím, že činnost pražské univerzity na neurčito zastavil.
- 1861 – Čeština ustanovena vyučovacím jazykem na pražských školách
- 1881 – Na památku bitvy u Lipan byla odhalena Lipanská mohyla.
- 1940 – Českým novinářům a kulturním pracovníkům protektorátu přednesl Joseph Goebbels projev o „spolupráci v Nové Evropě“.
- 1951 – „Vlak svobody“ na trase z Prahy do Aše projel se 110 cestujícími ostře střeženou hranici do americké okupační zóny v Bavorsku.
- 1966 – Českoslovenští volejbalisté se stali na domácím světovém šampionátu mistry světa.
- 2001 – Automobilka Škoda Auto představila veřejnosti novou modelovou řadu Škoda Superb, čímž se po téměř 50 letech vrátila k výrobě vozů střední třídy.
- 2007 – Oficiálně začalo vyjednávání mezi Českou republikou a Spojenými státy o konkrétním znění bilaterální smlouvy (SOFA) o umístění amerického radaru do oblasti Brd.

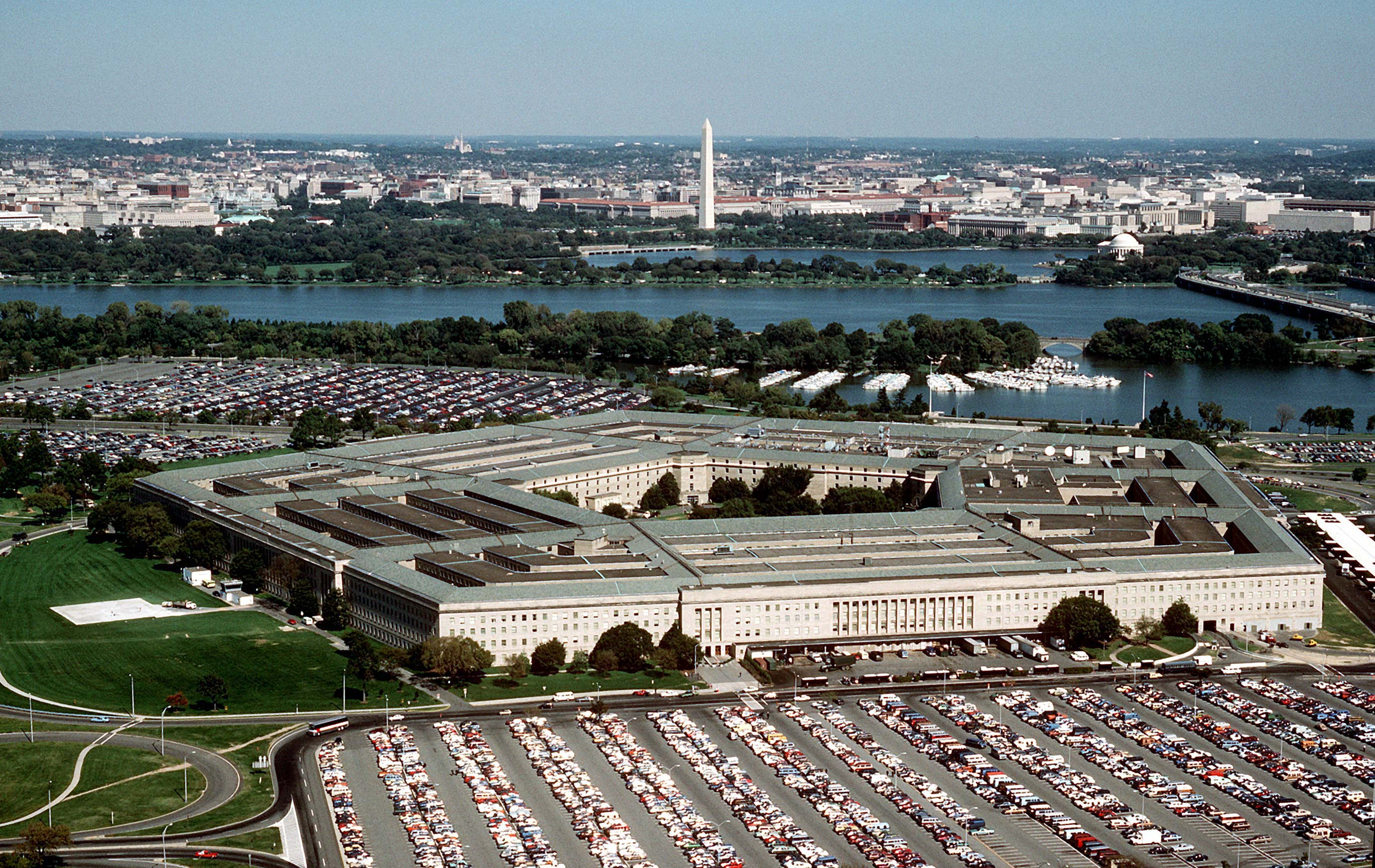
Pentagon

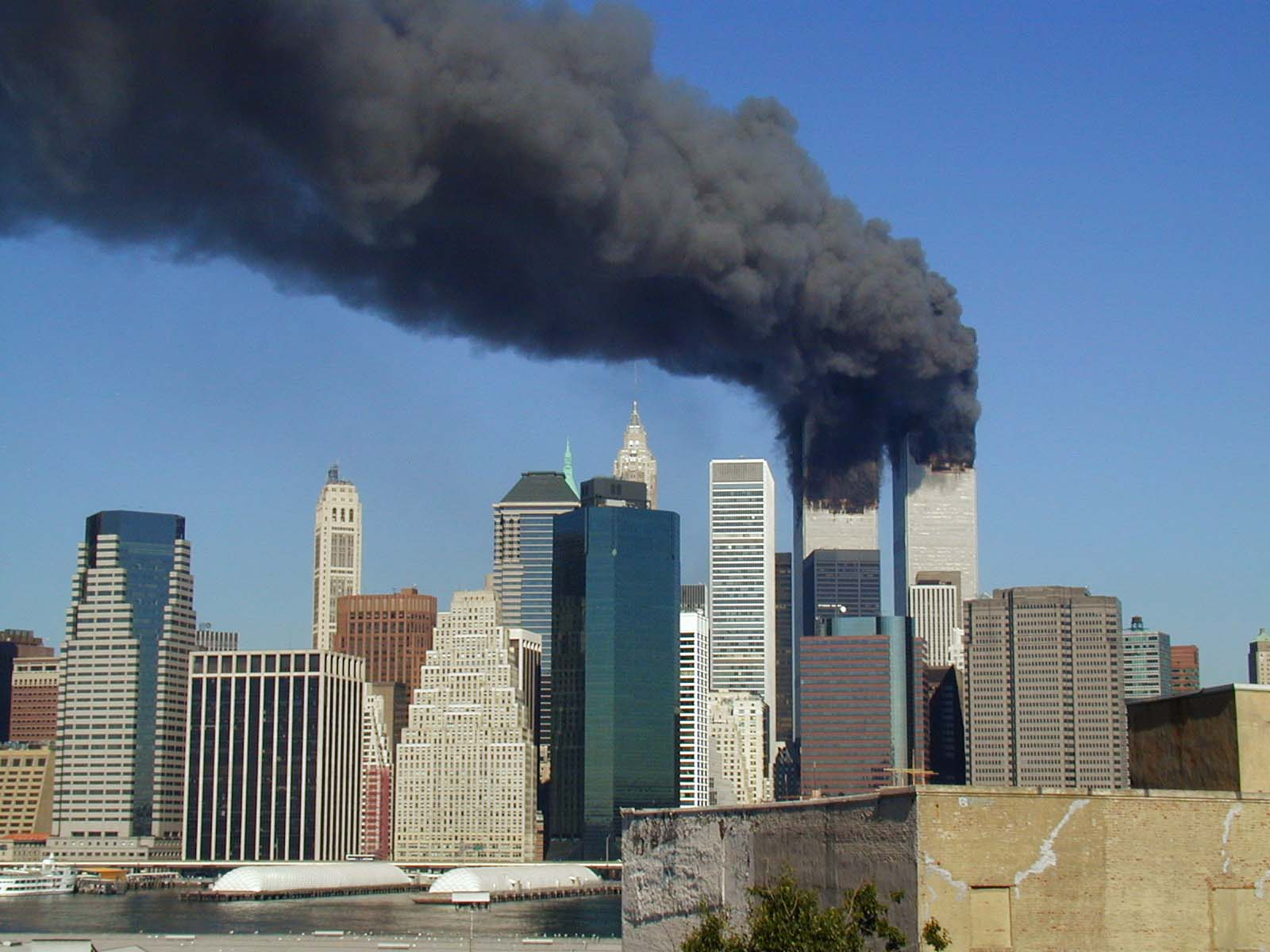
Útoky na WTC

### Svět
- 1297 – Anglicko-skotská bitva u Stirlingského mostu.
- 1565 – Velké obležení Malty: Osmanské invazní síly utrpěly zdrcující porážku ve střetu s vyprošťovacími silami posílenými částí obránců ostrova a uprchly z Malty.
- 1697 – V Bitvě u Zenty překvapil a rozdrtil Evžen Savojský turecká vojska přecházející Tisu, čímž započal úpadek Osmanské říše.
- 1709 – Války o španělské dědictví: V krvavě bitvě u Malplaquet se střetla francouzská vojska vedená maršály Villarsem a Boufflersem s vojsky protifrancouzské koalice Evžena Savojského a vévody z Marlborough.
- 1714 – Ve válce o španělské dědictví padla Barcelona do rukou bourbonských vojsk. Datum je každoročně připomínáno jako Den Katalánska.
- 1777 – Americká válka za nezávislost: Britové porazili Američany v bitvě u Brandywine.
- 1789 – Alexander Hamilton se stává 1. ministrem financí USA.
- 1922 – Začíná Britský mandát Palestina.
- 1926 – Neúspěšný atentát na Benita Mussoliniho
- 1941 – Blízko amerického Washingtonu začala stavba Pentagonu.
- 1954 – Končí „subproject 8“ MKULTRA, který zkoumal vliv LSD.
- 1969 – Na autosalonu IAA ve Frankfurtu nad Mohanem měl světovou premiéru nový model osobního automobilu Škoda 100/110.
- 1970 – Vyvrcholení únosů Dawson's Field – hromadného a synchronizovaného únosu čtyř komerčních letadel teroristy z palestinské organizace LFOP.
- 1973 – Vojenský puč v Chile podporovaný CIA[1] a vedený generálem Augustem Pinochetem svrhl prezidenta Salvadora Allenda, který během bombardování prezidentského paláce zahynul. Pinochet zůstal u moci téměř 17 let.
- 1976 – bombový útok na Grand Central Terminal
- 1978 – V izolaci v Catherine-de-Barnes Isolation Hospital zemřela medicínská fotografka Janet Parker, poslední známá oběť pravých neštovic.
- 1980 – Byla schválena ústava Chile.
- 1989 – Otevřela se železná opona mezi socialistickým Maďarskem a Rakouskem. Přes otevřenou hranici odešlo tisíce východních Němců na západ.
- 1991 – Americký prezident George H. W. Bush pronesl projev O stavu Unie.
- 1997 – Tzv. kurkská tragédie v Estonsku – 14 vojáků Baltského pluku estonské armády utonulo v rámci cvičení, když měli v plné polní přebrodit Kurkský průliv
- 2001 – Teroristické útoky v USA, které odstartovaly tzv. válku proti terorismu.
- 2007 – Byla otestována ruská termobarická puma „Otec všech bomb“
- 2012 – Při útoku na americkou ambasádu v libyjském Benghází zahynul ambasador Chris Stevens a 3 další Američané.
- 2024 – Bouře Daniel přeplnila přehrady ve vádí Derna nad stejnojmenným lybijským městem, jejich následný kolaps zaplavil město, jehož významnou část zcela zničil, a vyžádal si tisíce obětí.

## Narození
Automatický abecedně řazený seznam viz Kategorie:Narození 11. září

### Česko

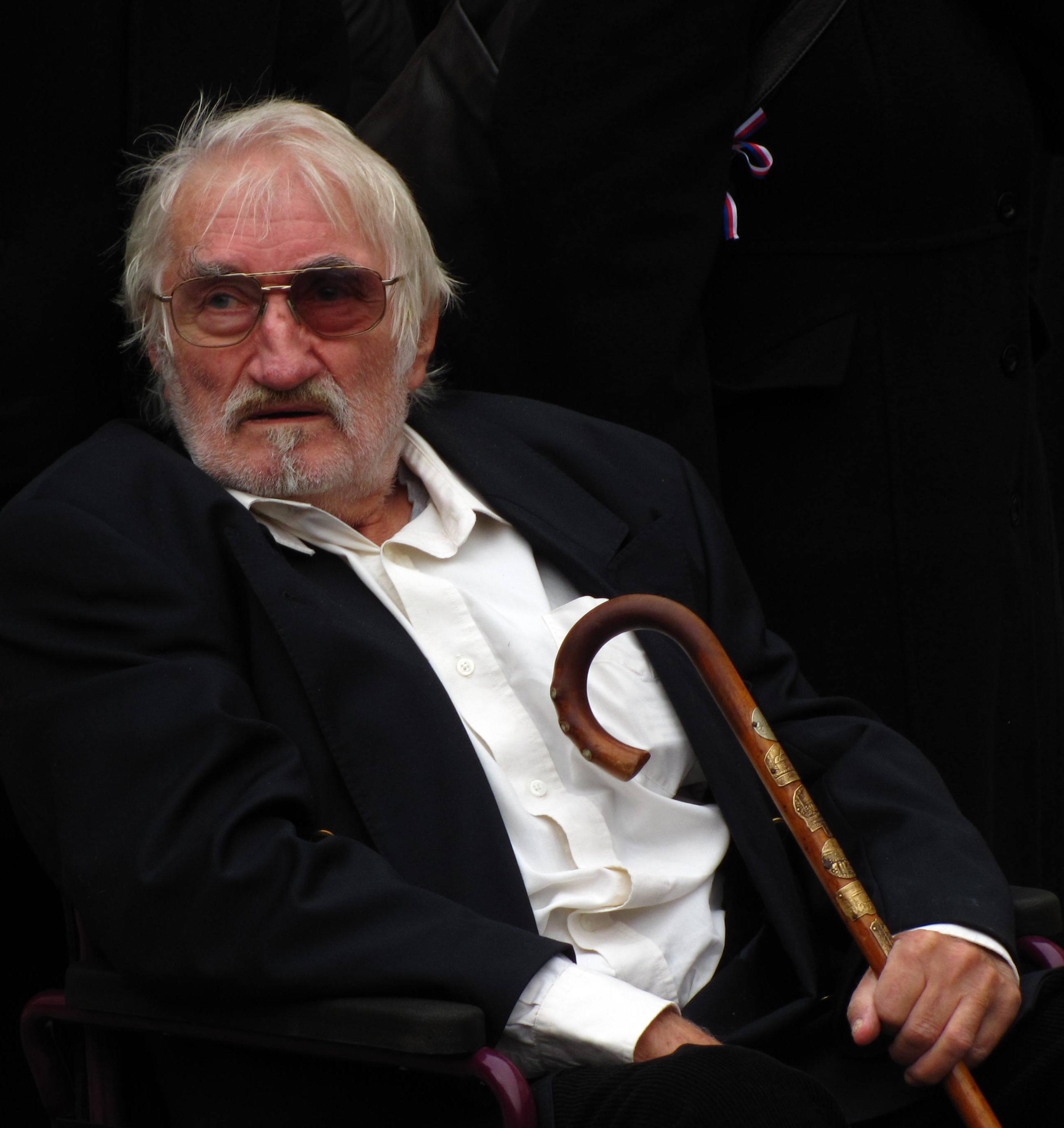
Pavel Landovský (* 1936; herec a dramatik)

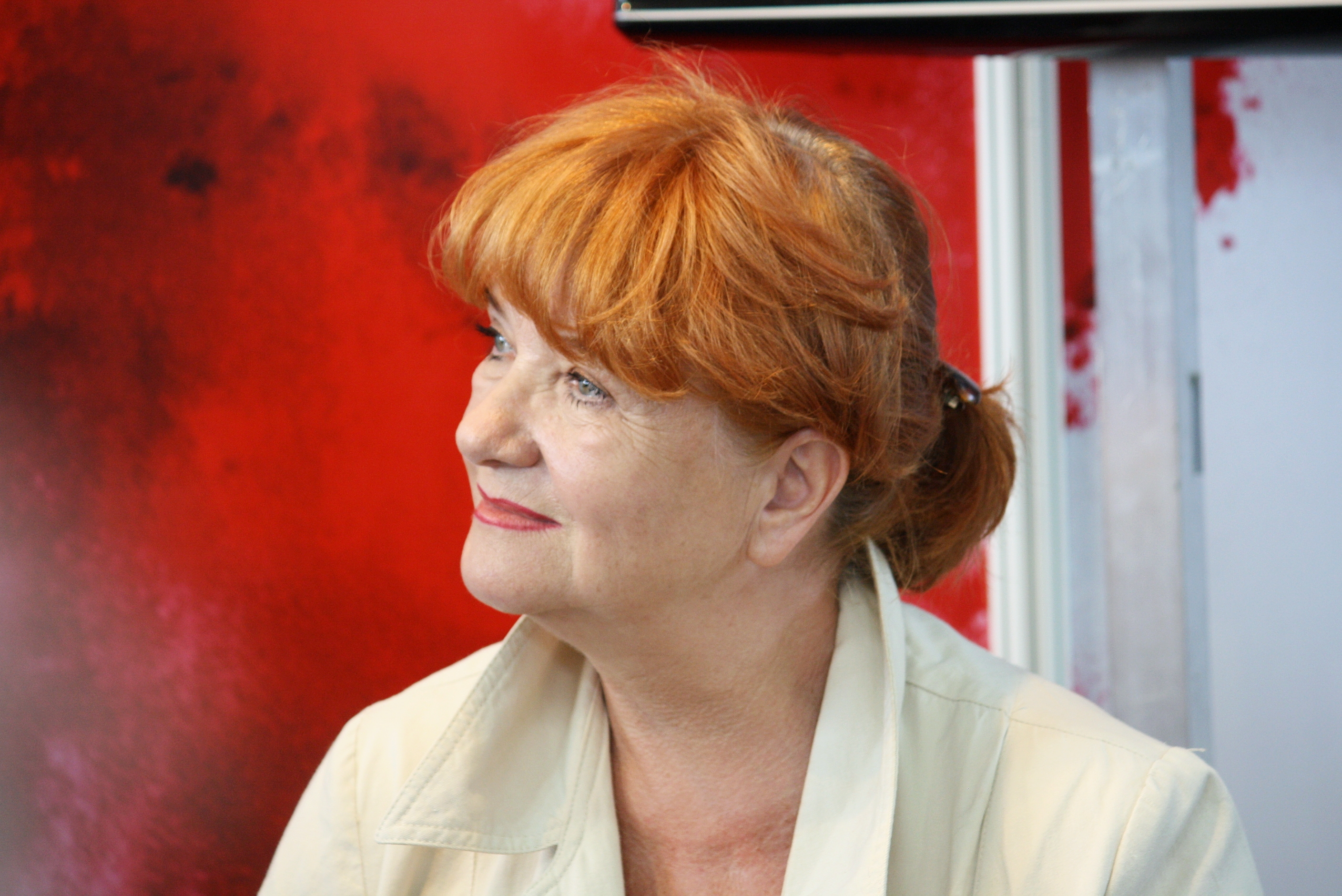
Carmen Mayerová (* 1944; herečka)

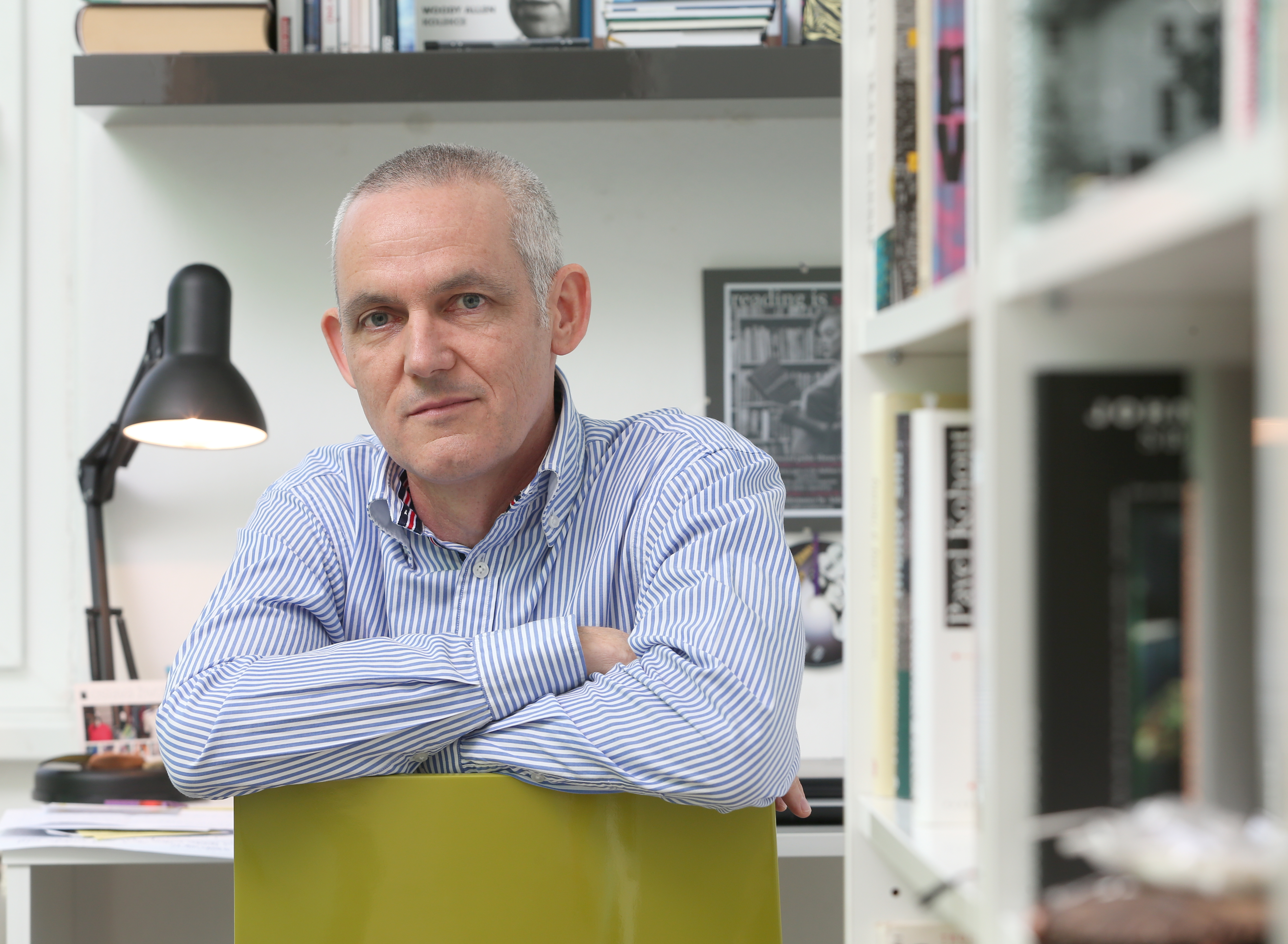
Jiří Hájíček (* 1967; spisovatel)

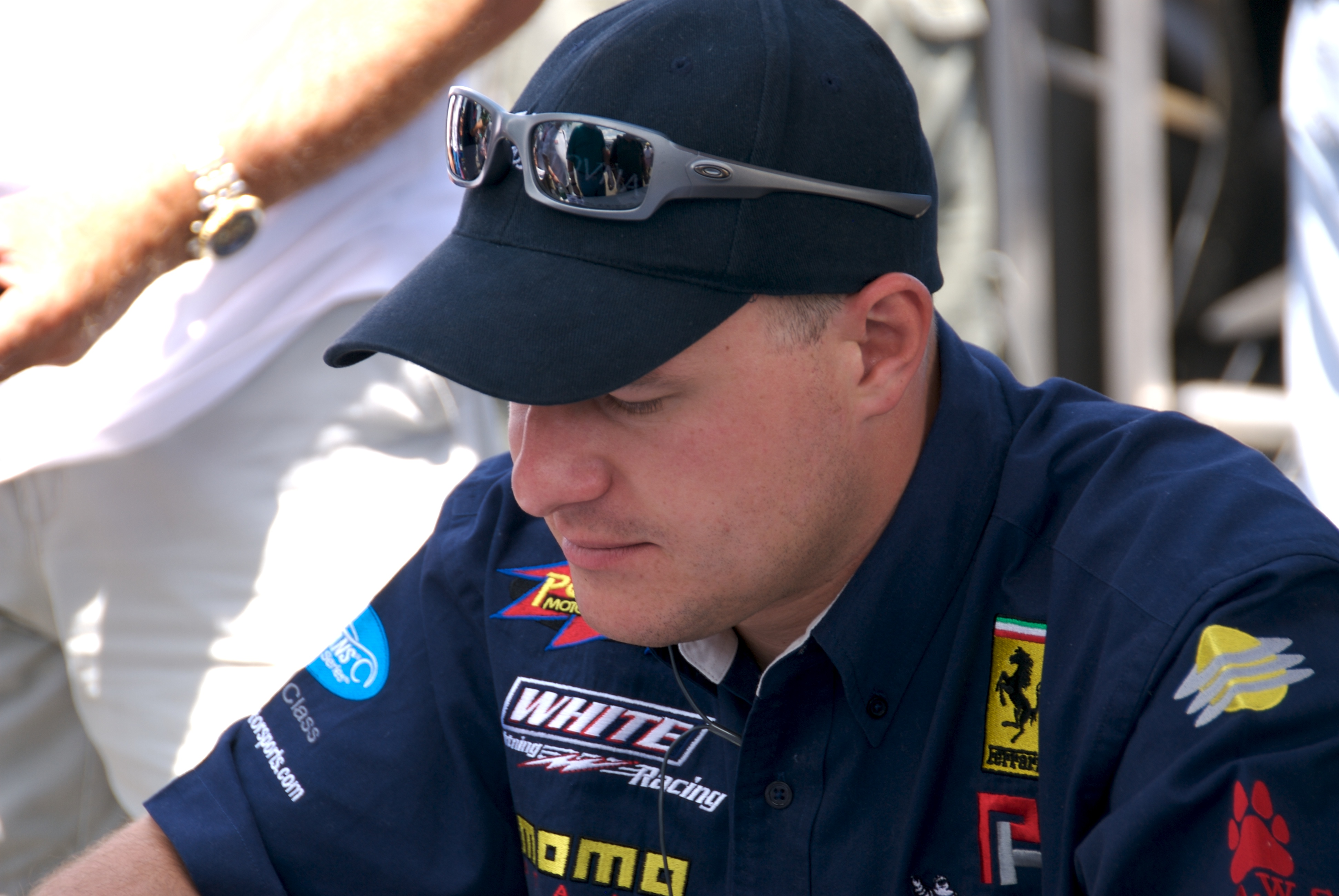
Tomáš Enge (* 1976; automobilový závodník)

- 1655 – Matěj Václav Jäckel, český sochař lužického původu († 16. ledna 1738)
- 1657 – Ján Sinapius-Horčička mladší, slezský spisovatel a heraldik († 5. října 1725)
- 1818 – Gustav Belrupt-Tissac, olomoucký biskup († 9. června 1895)
- 1823 – Antonín Matzenauer, slavista, baltista a jazykovědec († 4. prosince 1893)
- 1841
  - Jan Kaftan, železniční inženýr a politik († 22. dubna 1909)
  - Friedrich Schönborn, šlechtic a předlitavský politik († 21. prosince 1907)
- 1846 – Julie Šamberková, divadelní herečka († 3. února 1892)
- 1863 – Ladislav Pinkas, právník, poslanec a šermíř († 28. února 1936)
- 1874 – Bohumír Cigánek, biskup Církve československé (husitské) († 5. ledna 1957)
- 1877 – Václav Vacek, československý politik († 18. ledna 1960)
- 1899 – Metoděj Habáň, kněz, filozof a spisovatel († 27. června 1984)
- 1911 – Josef Buršík, československý generál († 30. června 2002)
- 1917 – Herbert Lom, americký herec českého původu († 27. září 2012)
- 1919 – Ota Šik, reformní ekonom († 22. srpna 2004)
- 1922 – Erich Sojka, spisovatel, autor písňových textů a překladatel († 28. května 1997)
- 1923 – Steva Maršálek, herec († 28. července 2011)
- 1925 – Karel Hynek, básník († 9. ledna 1953)
- 1926 – Miroslav Smyčka, operní pěvec-barytonista a esperantista (* 25. dubna 2017)
- 1930
  - Jan Chmelík, novinář, konferenciér, publicista a spisovatel († 12. dubna 2014)
  - Pavel Kopta, textař, překladatel a divadelní scenárista († 21. srpna 1988)
- 1934 – Gustáv Mráz, fotbalový reprezentant
- 1935 – Rudolf Hegenbart, místopředseda vlády České socialistické republiky
- 1936
  - Pavel Landovský, herec a dramatik († 10. října 2014)
  - Stanislav Kaczmarczyk, evangelický kazatel a spisovatel († 26. dubna 2021)
- 1943 – Pavel Seifer, politik
- 1944
  - Carmen Mayerová, herečka
  - Josef Unger, archeolog, sociokulturní antropolog
- 1951 – Miroslav Dvořák, hokejový obránce († 11. června 2008)
- 1957 – Dalibor Tureček, literární historik a folklorista
- 1959 – Martin Zet, výtvarný umělec
- 1961 – Zdeněk Manina, sochař, malíř a výtvarný pedagog
- 1967 – Jiří Hájíček, spisovatel
- 1976 – Tomáš Enge, automobilový závodník
- 1979 – Hana Horáková, basketbalistka
- 1996 – Karel Kovář (známý jako Kovy), youtuber

### Svět

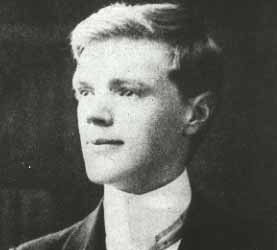
David Herbert Lawrence (* 1885)

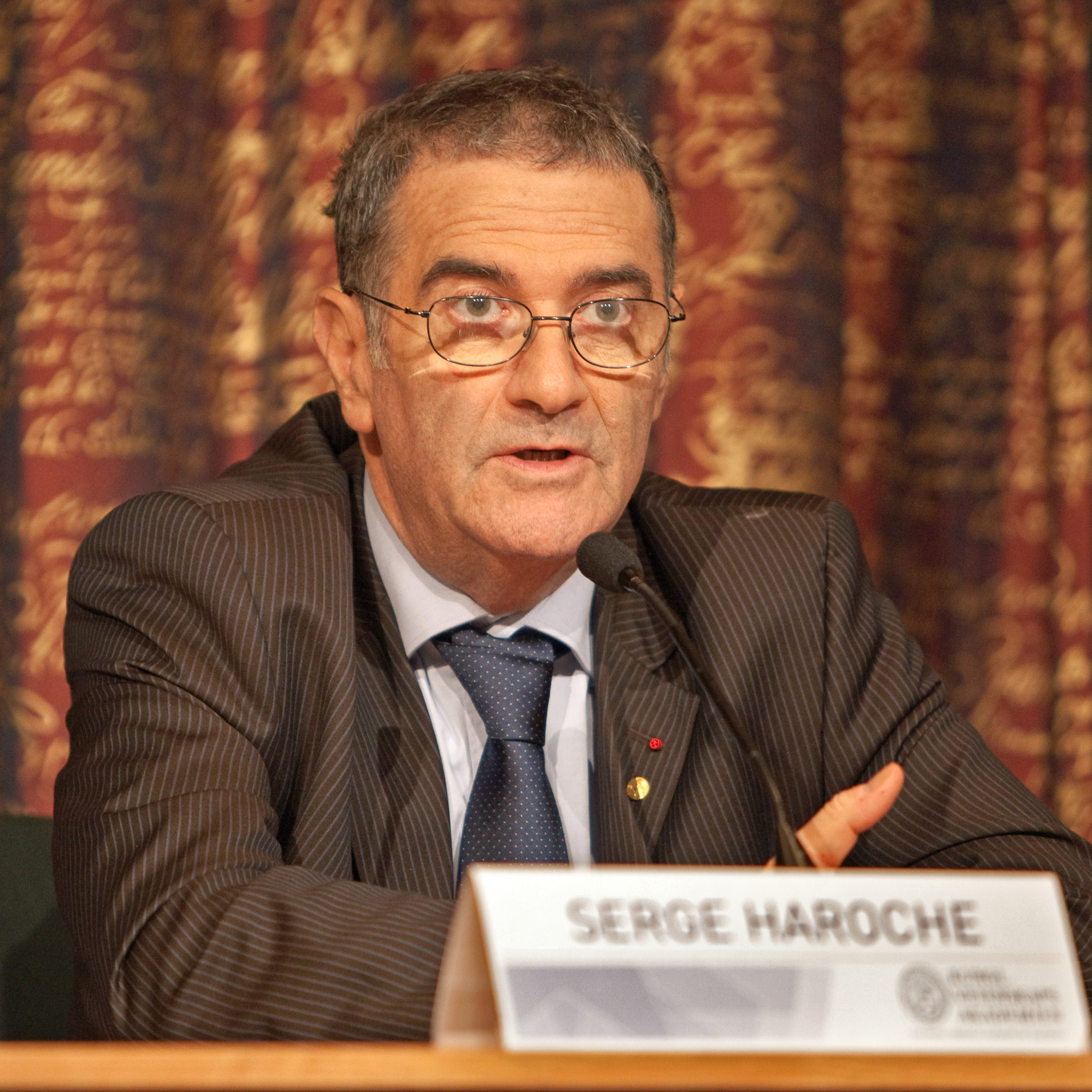
Serge Haroche (* 1944)

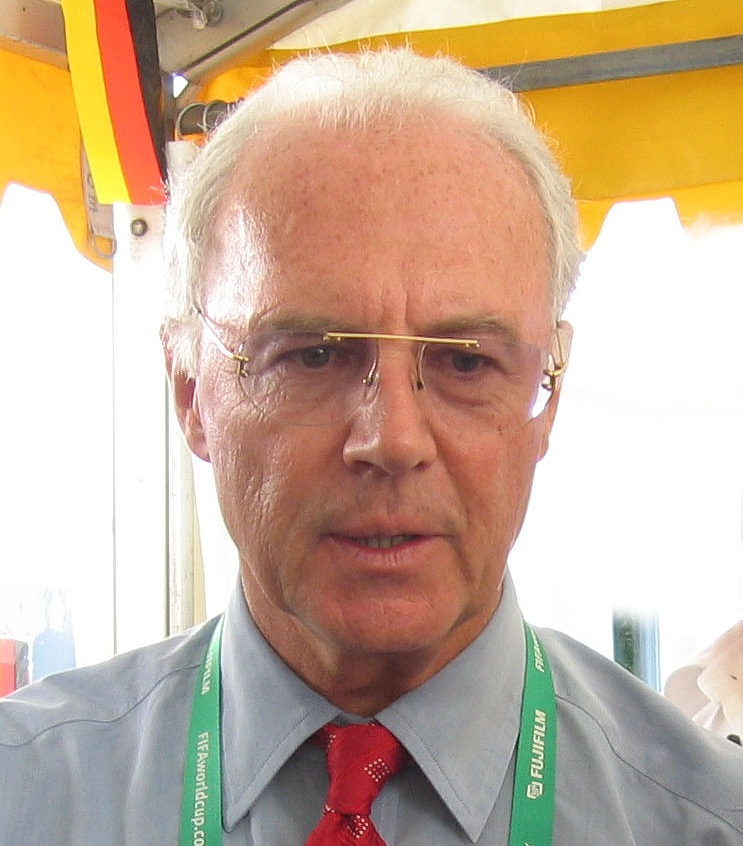
Franz Beckenbauer (* 1945)

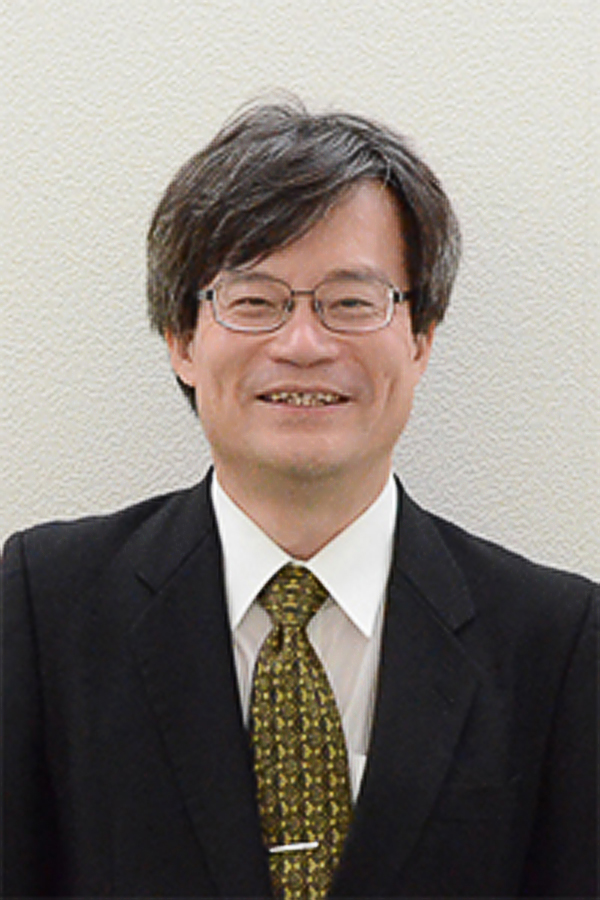
Hiroši Amano (* 1960)

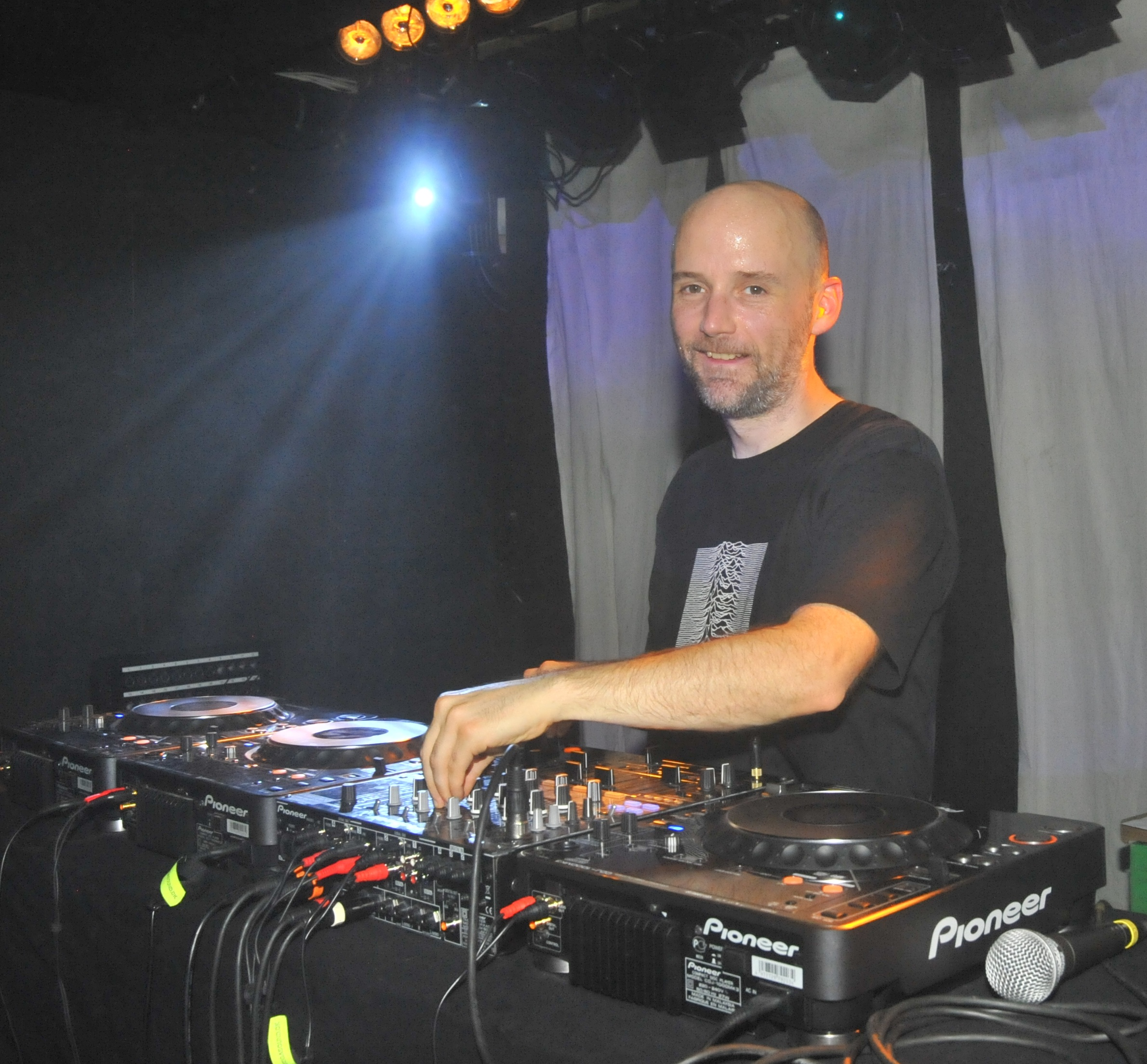
Moby (* 1965)

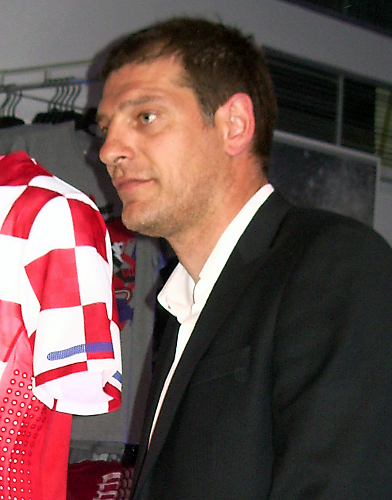
Slaven Bilić (* 1968)

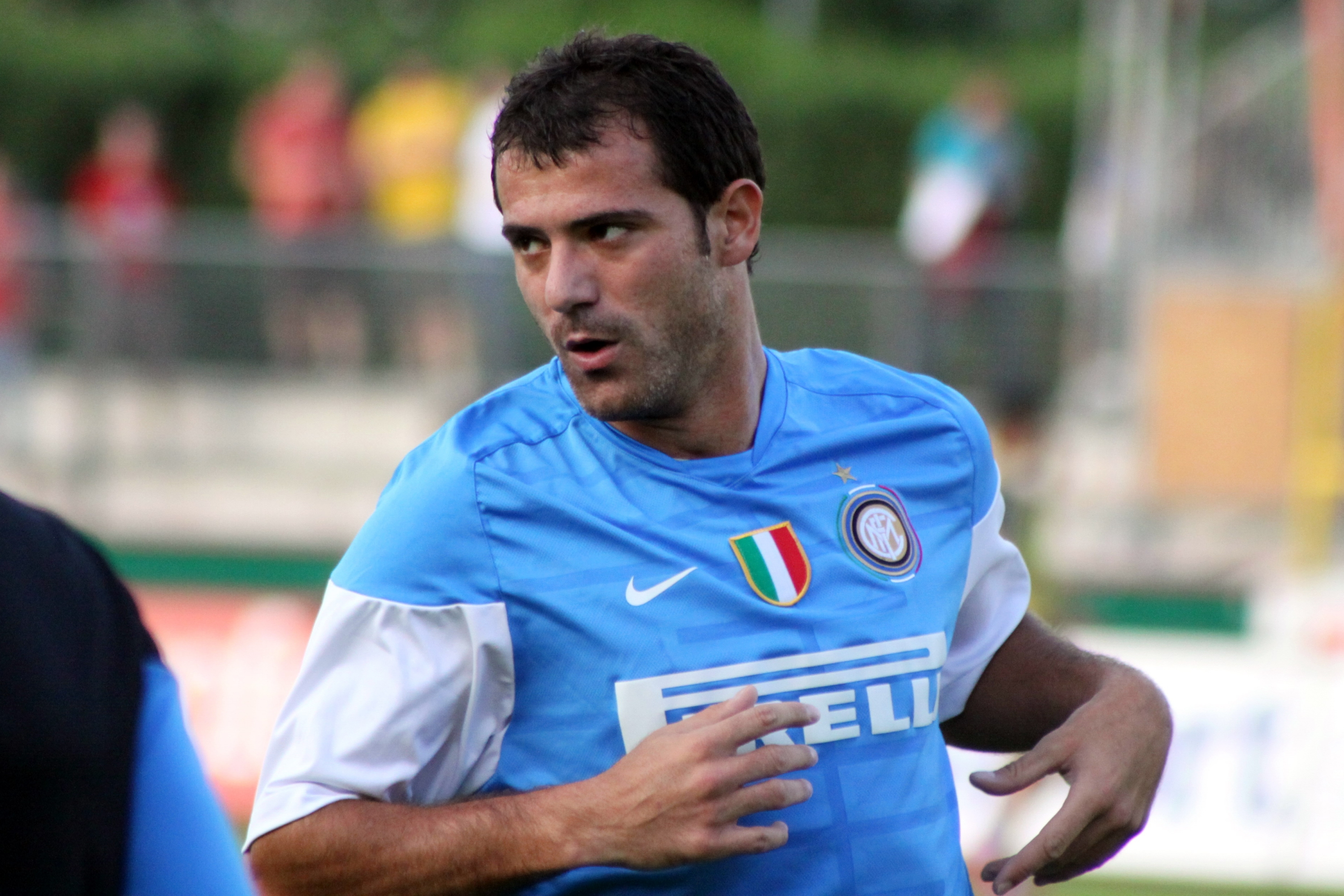
Dejan Stanković (* 1978)

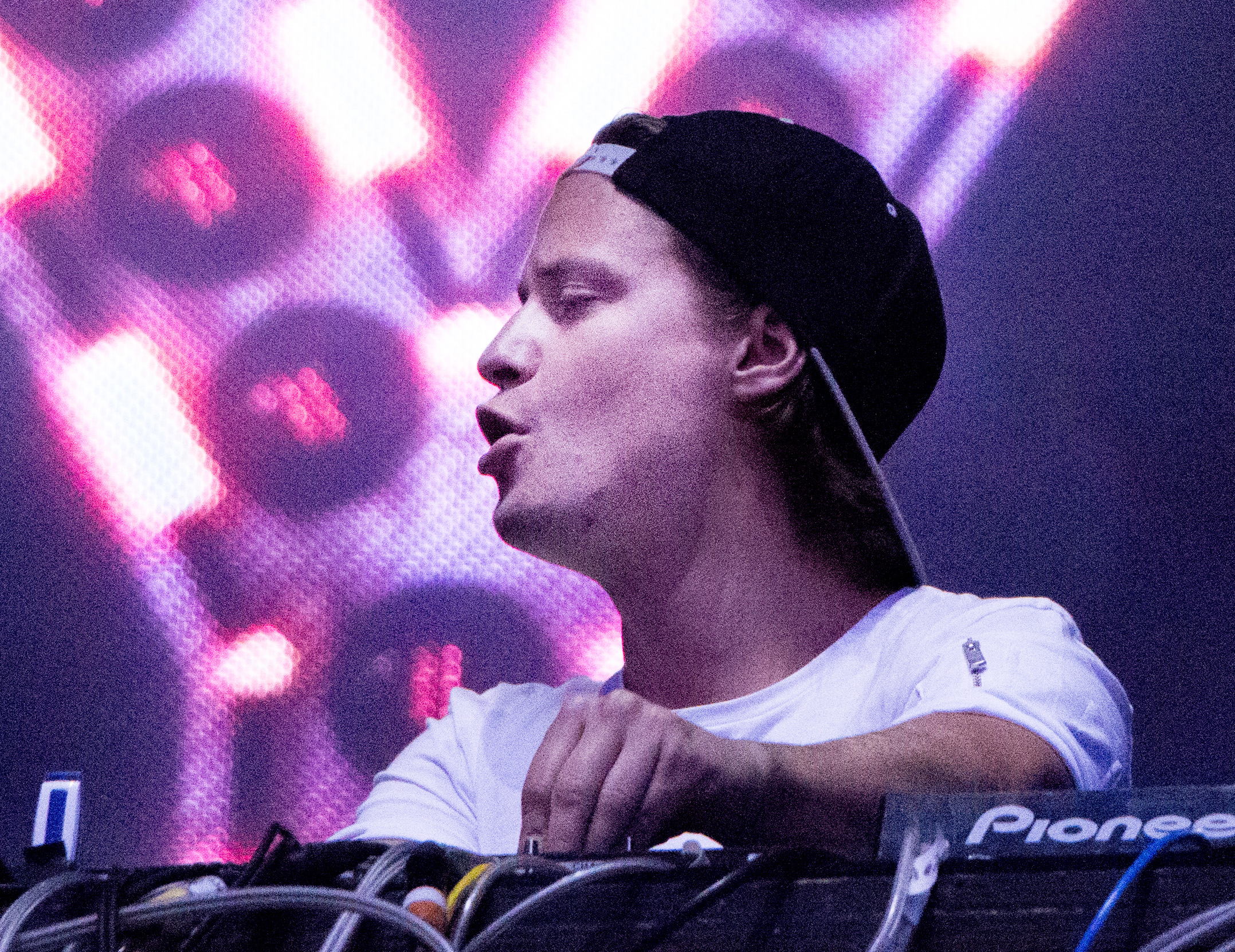
Kygo (* 1991)

- 1522 – Ulisse Aldrovandi, italský lékař a přírodovědec († 4. května 1605)
- 1524 – Pierre de Ronsard, francouzský básník († 28. prosince 1585)
- 1611 – Henri de la Tour d'Auvergne, francouzský maršál († 27. července 1675)
- 1656 – Ulrika Eleonora Dánská, manželka švédského krále Frederika I. († 26. července 1693)
- 1679
  - Leopold Josef Lotrinský, vévoda lotrinský († 27. března 1729)
  - Thomas Parnell, irský básník († 24. října 1718)
- 1699 – Anna Marie z Lichtenštejna, kněžna z Lichtenštejna († 20. ledna 1753)
- 1700 – James Thomson, skotský básník a dramatik († 27. srpna 1748)
- 1724 – Johann Bernhard Basedow, německý pedagog († 25. července 1790)
- 1736 – Marguerite-Catherine Haynault, milenka francouzského krále Ludvíka XV. († 17. března 1823)
- 1743 – Nicolai Abraham Abildgaard, dánský malíř († 4. června 1809)
- 1764 – Valentino Fioravanti, italský hudební skladatel († 16. června 1837)
- 1811 – Johann Carl Hickel, rakouský dramatik a novinář († 28. září 1855)
- 1816 – Carl Zeiss, německý optik († 3. prosince 1888)
- 1822 – Olga Nikolajevna Romanovová, württemberská královna († 30. října 1892)
- 1825 – Eduard Hanslick, rakouský hudební kritik českého původu († 6. srpna 1904)
- 1838 – Adam Asnyk, polský básník a dramatik († 2. srpna 1897)
- 1853 – Kateřina Schrattová, rakouská herečka, milenka Františka Josefa I. († 17. dubna 1940)
- 1858 – Erwin von Schwartzenau, ministr vnitra Předlitavska († 13. ledna 1926)
- 1861
  - Juhani Aho, novinář a první finský profesionální spisovatel († 8. srpna 1921)
  - Erich von Falkenhayn, německý generál († 8. dubna 1922)
- 1862
  - O. Henry, americký spisovatel († 5. června 1910)
  - Julian Byng, 1. vikomt Byng, britský polní maršál († 6. června 1935)
- 1865 – Jānis Pliekšāns (Rainis), lotyšský básník, dramatik a politik († 12. září 1929)
- 1867 – Draga Mašínová, srbská královna († 11. června 1903)
- 1869 – Víctor Català, katalánská spisovatelka († 27. ledna 1966)
- 1871 – Scipione Borghese, italský průmyslník, politik, horolezec a automobilový závodník († 18. listopadu 1927)
- 1877
  - Felix Edmundovič Dzeržinskij, zakladatel a velitel ruské Čeky († 20. července 1926)
  - James Jeans, britský fyzik, astronom a matematik († 18. září 1946)
- 1880 – Mercedes Španělská, asturijská kněžna († 17. října 1904)
- 1881
  - Josef Chajim Brenner, hebrejský spisovatel († 2. května 1921)
  - Asta Nielsenová, dánská herečka († 25. května 1972)
- 1882 – Boris Stěpanovič Žitkov, ruský sovětský spisovatel († 19. října 1938)
- 1884 – Germana Toskánská, rakouská arcivévodkyně a toskánská princezna († 3. listopadu 1955)
- 1885
  - David Herbert Lawrence, anglický spisovatel († 2. března 1930)
  - Marcel Communeau, francouzský ragbista ( † 26. června 1971)
- 1886 – Jerzy Kossak, polský malíř († 11. května 1955)
- 1889 – Guy Chapman, britský historik a spisovatel († 30. června 1972)
- 1890 – Knud Andersen, dánský námořník a spisovatel († 1. června 1980)
- 1891 – Wilhelm von Thoma, generál Wehrmachtu († 30. dubna 1948)
- 1892 – Lucien Buysse, belgický cyklista († 3. ledna 1980)
- 1893 – August Albo, estonský malíř († 13. prosince 1963)
- 1894 – Olexandr Dovženko, ukrajinský filmový režisér a spisovatel († 25. listopadu 1956)
- 1900 – Semjon Alexejevič Lavočkin, sovětský letecký konstruktér († 9. června 1960)
- 1903 – Theodor W. Adorno, německý filozof († 6. srpna 1969)
- 1914 – Mária Medvecká, slovenská malířka († 23. dubna 1987)
- 1917 – Ferdinand Marcos, filipínský prezident († 28. září 1989)
- 1918 – Brian Vickery, britský informační vědec († 17. října 2009)
- 1924 – Rudolf Vrba, slovensko-americký profesor farmakologie, významný také svým útěkem z Osvětimi († 27. března 2006)
- 1925 – Alan Bergman, americký textař
- 1926 – Joan Abse, anglická historička umění († 13. června 2005)
- 1930 – Dušan Blaškovič, slovenský herec († 17. září 2001)
- 1932 – Fernando Arrabal, španělský dramatik
- 1933
  - Nicola Pietrangeli, italský tenista a tenisový trenér
  - Mátyás Szűrös, prezident Maďarska
  - William Luther Pierce, americký fyzik, spisovatel a aktivista († 23. července 2002)
- 1934 – R. Gerallt Jones, velšský spisovatel († 9. ledna 1999)
- 1935
  - German Titov, sovětský vojenský letec a kosmonaut († 20. září 2000)
  - Jacques Gaillot, francouzský kněz a aktivista († 12. dubna 2023)
  - Arvo Pärt, estonský hudební skladatel
- 1937
  - Robert Crippen, americký astronaut
  - Paola Belgická, belgická královna
- 1938 – Perry Anderson, britský historik a politický filozof marxistické orientace
- 1940 – Brian De Palma, americký filmový režisér a scenárista
- 1941 – Pavol Mitter, slovenský geolog, speleolog a politik († 27. srpna 1992)
- 1943 – Mickey Hart, americký bubeník a muzikolog
- 1944
  - Serge Haroche, francouzský fyzik, nositel Nobelovy ceny za fyziku
  - Everaldo, brazilský fotbalista († 28. října 1974)
- 1945 – Franz Beckenbauer, německý fotbalista a trenér († 7. ledna 2024)
- 1946 – Sandy Skoglund, americká fotografka, sochařka
- 1947
  - Gerry Conway, anglický rockový bubeník
  - Julie Covingtonová, britská zpěvačka a herečka
- 1951 – Hugo Porta, argentinský ragbista
- 1954 – Reed Birney, americký herec
- 1957
  - Preben Elkjær Larsen, dánský fotbalista
  - Ladislav Hrubý, slovenský spisovatel
- 1958 – Roxann Dawsonová, americká herečka, režisérka a producentka
- 1960 – Hiroši Amano, japonský fyzik, nositel Nobelovy ceny za fyziku
- 1961 – Virginia Madsen, americká herečka
- 1964 – Victor Wooten, americký jazzový baskytarista
- 1965
  - Moby, americký hudebník
  - Bašár al-Asad, syrský politik
- 1967 – Randolph James Bresnik, americký armádní pilot a astronaut
- 1968 – Slaven Bilić, chorvatský fotbalový trenér a bývalý fotbalista
- 1969 – Ismaila Lassissi, ragbista Pobřeží slonoviny
- 1970 – Taraji P. Henson, americká herečka
- 1973 – Tomáš Gerich, slovenský fotbalista
- 1977
  - Libor Charfreitag, slovenský atlet, kladivář
  - Ludacris, americký rapper a herec
- 1978 – Dejan Stanković, srbský fotbalista
- 1980 – Mike Comrie, kanadský hokejista
- 1981 – Andreas Birnbacher, německý biatlonista
- 1982 – Svjatlana Cichanouská, běloruská politička
- 1988 – Kim Ča-in, jihokorejská sportovní lezkyně
- 1991
  - Kygo, norský DJ a producent
  - Jordan Ayew, ghanský fotbalista
- 2000 – Ben Healy, irský silniční cyklista

## Úmrtí
Automatický abecedně řazený seznam viz Kategorie:Úmrtí 11. září

### Česko
- 1349 – Jitka Lucemburská, dcera českého krále Jana Lucemburského a Elišky Přemyslovny, pramáti rodu Valois (* 20. května 1315)
- 1710 – Tobiáš Jan Becker, biskup královéhradecký (* 15. července 1649)
- 1765 – Jan Václav Přepyský z Rychemberka, šlechtic (* 1697)
- 1866 – Jan Koppel, rektor olomoucké univerzity (* 1808)
- 1881 – Petr Bílka, pedagog, mecenáš a národní buditel (* 4. května 1820)
- 1889 – Jaroslav Suida, poslanec Českého zemského sněmu, starosta Broumova (* 1849)
- 1900
  - Franz Siegmund, rakouský a český podnikatel a politik německé národnosti (* 9. dubna 1823)
  - Jindřich Hartl (Dobromil Tvrdovič), varhaník, hudební skladatel a dirigent (* 30. dubna 1856)
- 1905 – Jan Janata, reformovaný kazatel (* 17. října 1825)* 1937 – Rudolf Laube, československý politik (* 3. listopadu 1878)
- 1937 – Josef Wara, fotograf (* 26. června 1863)
- 1940 – František Samek, politik (* 10. června 1876)
- 1941 – František Mareš, pedagog (* 30. září 1862)
- 1947 – Gustav Roob, hudební skladatel (* 29. ledna 1879)
- 1951 – Rudolf Klapka, fotbalový reprezentant (* 24. února 1895)
- 1976 – Jan Kunc, hudební skladatel a pedagog (* 27. března 1883)
- 1983 – František Kutnar, historik (* 7. října 1903)
- 1984 – Augusta Machoňová-Müllerová, architektka, bytová návrhářka a publicistka (* 24. ledna 1906)
- 1987 – Ladislav Stehlík, básník, spisovatel a malíř (* 26. června 1908)
- 1988 – Julius Mackerle, automobilový konstruktér (* 18. června 1909)
- 1993 – Jan Bartůšek, reportážní fotograf (* 28. února 1935)
- 1998 – Marie Noveská, politička (* 13. května 1953)
- 2005 – Zdeněk Srna, divadelní vědec, kritik, historik (* 26. ledna 1929)
- 2007 – František Peterka, malíř (* 26. dubna 1920)
- 2023 – Yvonne Přenosilová, zpěvačka, moderátorka a herečka (* 2. července 1947)

### Svět

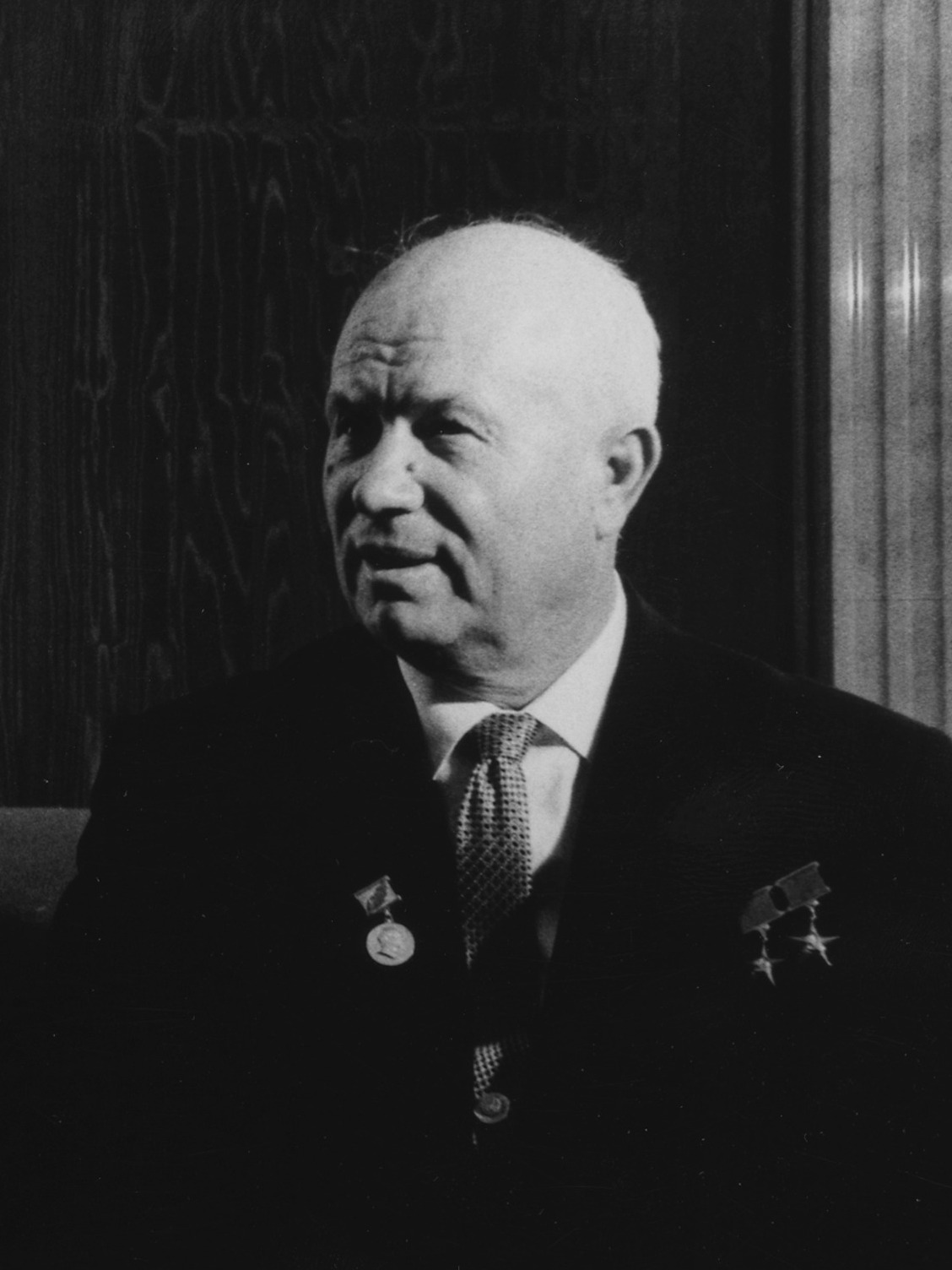
Nikita Sergejevič Chruščov († 1971)

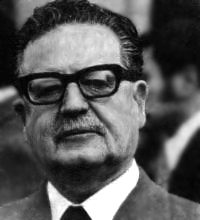
Salvador Allende († 1973)

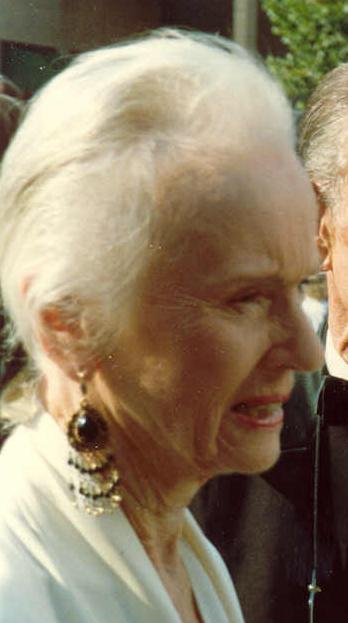
Jessica Tandy († 1994)

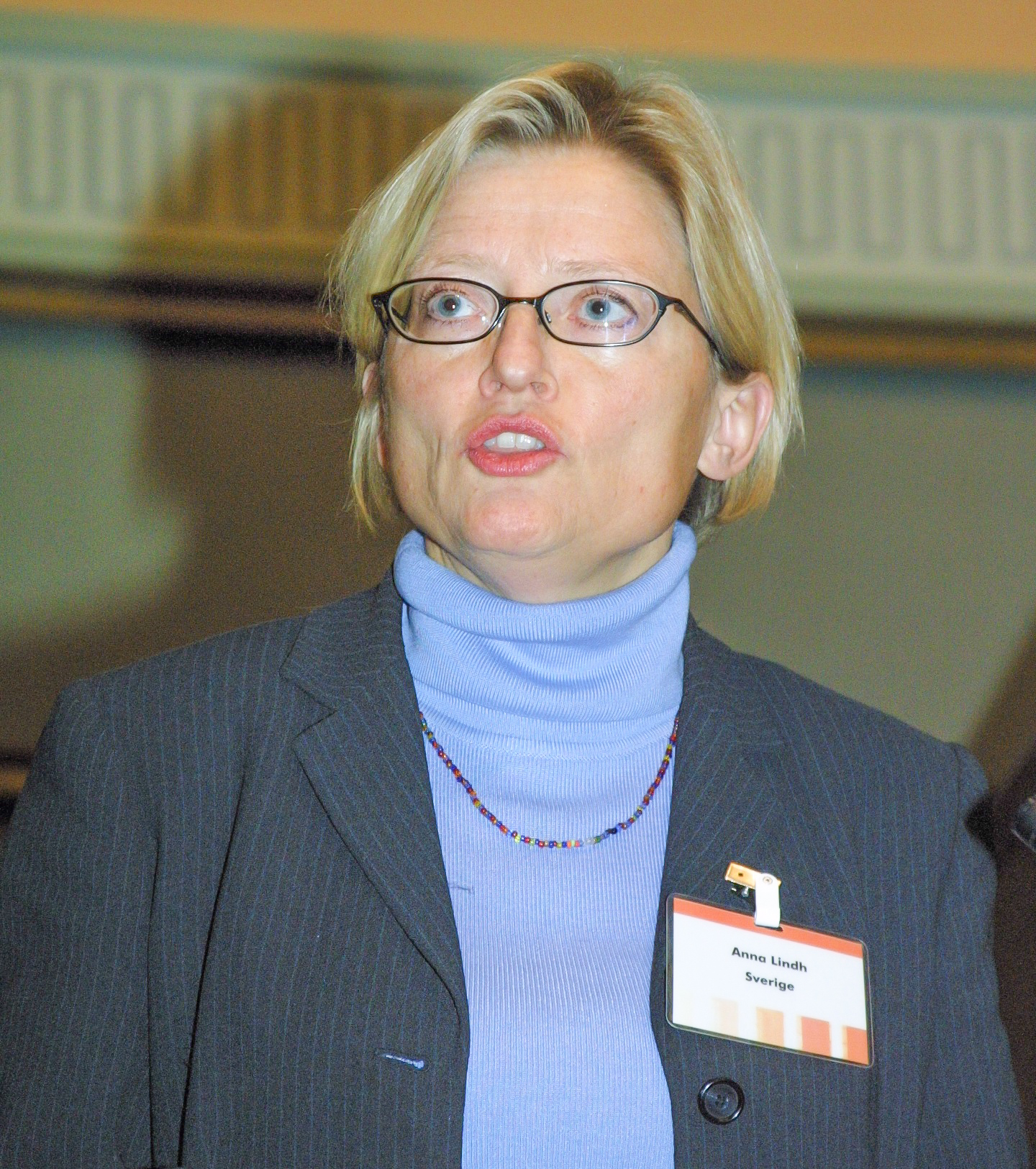
Anna Lindhová († 2003)

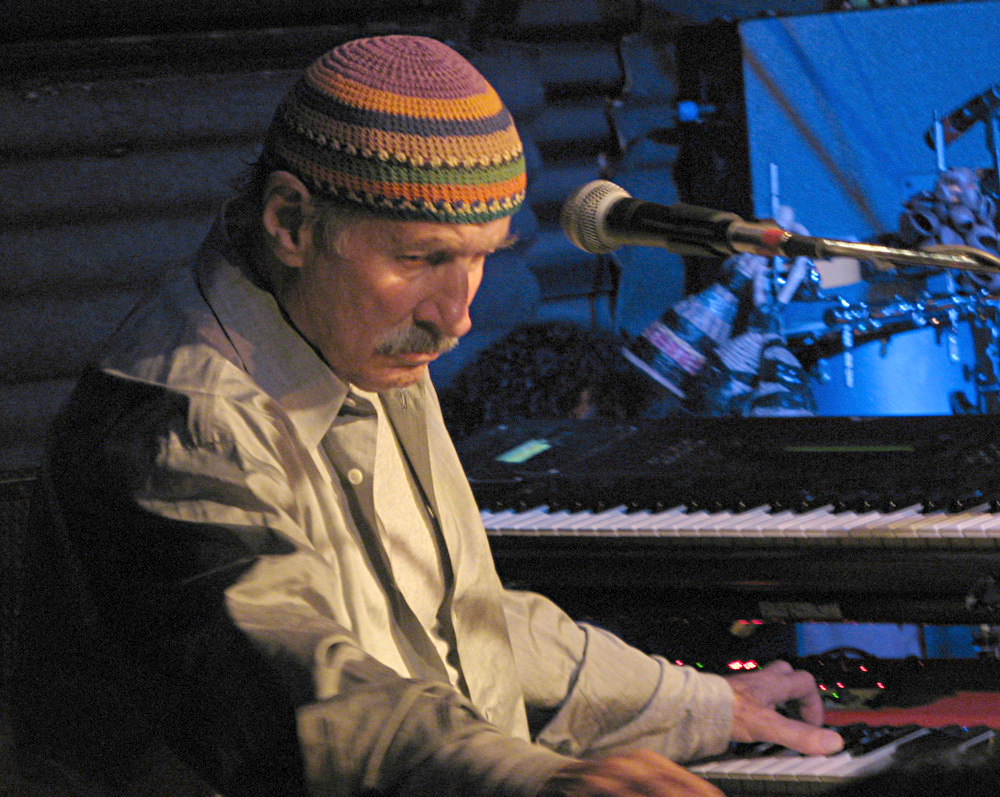
Joe Zawinul († 2007)

- 1063 – Béla I. Uherský, uherský král (* okolo 1016)
- 1227 – Ludvík IV. Durynský, durynský lantkrabě, saský falckrabě, říšský maršálek a účastník křížové výpravy (* 28. října 1200)
- 1372 – Izabela Francouzská, manželka milánského vévody (* 1. října 1348)
- 1380 – Haakon VI. Magnusson, norský král (* 1341)
- 1493 – Kateřina Habsburská, markraběnka bádenská, dcera rakouského vévody Arnošta Železného (* kolem r. 1420)
- 1645 – Mikuláš Esterházy, uherský šlechtic (* 8. dubna 1583)
- 1671 – Roshanara Begum, druhá dcera mughalského císaře Šáhdžahána (* 3. září 1617)
- 1676 – Anna Medicejská, princezna toskánská, rakouská arcivévodkyně a hraběnka tyrolská (* 21. července 1616)
- 1718 – Domenico Martinelli, italský architekt a kněz (* 30. listopadu 1650)
- 1733 – François Couperin, francouzský hudební skladatel a varhaník (* 10. listopadu 1668)
- 1765 – Fridrich Vilém Haugwitz, rakouský politik (* 11. prosince 1702)
- 1768 – Joseph-Nicolas Delisle, francouzský astronom a kartograf (* 4. dubna 1688)
- 1793 – Nicolaas Laurens Burman, nizozemský botanik (* 27. prosince 1734)
- 1803 – Franz von Lauer, rakouský polní zbrojmistr (* 11. května 1735)
- 1808 – José Mutis, španělský botanik a matematik (* 6. dubna 1732
- 1823 – David Ricardo, britský ekonom (* 18. dubna 1772)
- 1854 – Gottlieb Wilhelm Bischoff, německý botanik (* 21. května 1797)
- 1855 – Karl Friedrich von Kübeck, úředník a politik ve Vídni (* 25. října 1780)
- 1881 – Petr Bílka, český pedagog ve Vídni a mecenáš (* 4. května 1820)
- 1893 – Adolphe Yvon, francouzský malíř (* 30. ledna 1817)
- 1902 – Ernst Ludwig Dümmler, německý historik (* 2. ledna 1830)
- 1905 – Jules Arnous de Rivière, francouzský šachový mistr (* 4. května 1830)
- 1915 – William Cornelius Van Horne, vedoucí osobnost severoamerických železničních společností (* 3. února 1843)
- 1917
  - Georges Guynemer, francouzský pilot a národní hrdina (* 24. prosince 1894)
  - Edmund Téry, uherský lékař a horolezec (* 4. července 1856)
- 1921 – Ludvík z Battenbergu, britský admirál (* 21. května 1854)
- 1925 – Gustav Kadelburg, rakouský herec a dramatik (* 26. ledna 1851)
- 1929 – Paul Rosenhayn, autor detektivních románů (* 11. prosince 1877)
- 1931 – Henry B. Goodwin, švédský filolog a fotograf (* 20. únor a 1878)
- 1939 – Konstantin Aleksejevič Korovin, ruský malíř (* 5. prosince 1861)
- 1941 – Christian Rakovskij, předseda lidových komisařů Ukrajinské SSR (* 1. srpna 1873)
- 1944
  - Bohuslav Nocar, voják a příslušník výsadku Silica-North (* 22. října 1920)
  - Rudolf Hrubec, voják (* 19. listopad 1914)
- 1948 – Muhammad Alí Džinnáh, generální guvernér Pákistánu (* 25. prosince 1876)
- 1950 – Jan Smuts, jihoafrický státník, voják a filozof (* 24. května 1870)
- 1956 – Billy Bishop, kanadské letecké eso (* 8. února 1894)
- 1957 – Harry Watson, kanadský hokejista, zlato na OH 1924 (* 14. července 1898)
- 1958 – Hans Grundig, německý malíř a grafický designér (* 19. února 1901)
- 1961 – György Szántó, maďarský spisovatel (* 7. června 1893)
- 1962
  - Anna Munro, skotská sufražetka (* 4. října 1881)
  - Kenkiči Ueda, japonský generál, velitel Kuantungské armády (* 8. března 1875)
- 1966 – Hans von Ahlfen, nacistický generál, velitel slezského města Vratislavi (* 20. února 1897)
- 1971 – Nikita Sergejevič Chruščov, sovětský politik (* 17. dubna 1894)
- 1973
  - Salvador Allende, prezident Chilské republiky (* 26. června 1908)
  - Edward Evan Evans-Pritchard, britský sociální antropolog (* 21. září 1902)
- 1974 – René Spitz, rakouský psychoanalytik (* 29. ledna 1887)
- 1978 – Ronnie Peterson, švédský automobilový závodník (* 14. února 1944)
- 1987 – Peter Tosh, jamajský zpěvák, skladatel, kytarista (* 19. října 1944)
- 1993 – Miroslav Šmíd, horolezec a filmař (* 11. května 1952)
- 1994 – Jessica Tandy, anglická herečka (* 7. června 1909)
- 1995 – Georges Canguilhem, francouzský lékař, filosof a historik vědy (* 4. června 1904)
- 2003 – Anna Lindhová, švédská ministryně zahraničí (* 1957)
- 2004 – Juraj Beneš, slovenský skladatel a klavírista (* 2. března 1940)
- 2005 – Al Casey, americký kytarista (* 15. září 1915)
- 2006
  - Joachim Fest, německý historik a žurnalista (* 8. prosince 1926)
  - William Auld, skotský esperantský básník (* 6. listopadu 1924)
- 2007 – Joe Zawinul, americký jazzrockový klávesista rakouského původu (* 7. července 1932)
- 2009
  - Gertrude Baines, od ledna 2009 nejstarší člověk na světě (* 6. dubna 1894)
  - Jim Carroll, americký básník a hudebník (* 1. srpna 1949)
  - Willy Ronis, francouzský fotograf (* 14. srpna 1910)
  - Juan Almeida Bosque, kubánský revolucionář (* 17. února 1927)
- 2011 – Andy Whitfield, velšský herec (* 17. července 1972)
- 2013 – Tibor Huszár, slovenský fotograf (* 16. června 1952)
- 2019 – Bacharuddin Jusuf Habibie, indonéský politik (* 25. června 1936)
- 2021 – Abimael Guzmán, peruánský politik, zakladatel světlé stezky (* 4. prosince 1934)
- 2022 – Javier Marías, španělský spisovatel (* (20. září 1951)
- 2024 – Alberto Fujimori, peruánský politik (* 26. července 1938)

## Svátky

### Česko
- Denisa, Denis, Dionýzie
- Diviška

### Svět
- 10. a 11. září – Dny evropského dědictví
- Nový rok ortodoxní Koptské církve Neyrouz
- Etiopie: Nový rok
- Pákistán: Jinnah Day
- Tunisko: Večer Osudu
- USA: Den prarodičů (je-li neděle)
- Afghánistán: Vznik parlamentu (je-li středa)
- Skotsko: Fisherman's Walk Day (je-li pátek)